# Steve Ambri
Steve Brahim Joshep Omar Ambri (* 12. August 1997 in Mont-Saint-Aignan) ist ein guinea-bissauisch-französischer Fußballspieler.

## Karriere

### Verein
Steve Ambri erlernte das Fußballspielen in den Jugendmannschaften vom SC Frileuse, Le Havre AC und ESM Gonfreville. Als Jugendspieler des ESM Gonfreville bestritt er 2015 drei Drittligaspiele. Seinen ersten Vertrag unterschrieb er am 1. Juli 2015 beim FC Valenciennes. Die erste Mannschaft spielte in der zweiten Liga, die B-Mannschaft trat in der dritten Liga an. In der Saison 2015/16 kam er siebenmal in der zweiten Mannschaft zum Einsatz. Ab der Saison 2016/17 spielte er für die erste Mannschaft. Für den Verein aus Valenciennes bestritt er insgesamt 60 Zweitligaspiele sowie neun Drittligaspiele. Am 1. Juli 2020 wechselte er ablösefrei zum Zweitligisten FC Sochaux. In zwei Spielzeiten bestritt er für den Klub aus Sochaux 58 Ligaspiele. Hierbei schoss er sechs Tore. Mitte Juli 2020 ging er nach Moldawien. Hier nahm ihn der Erstligist Sheriff Tiraspol aus Tiraspol unter Vertrag. Nach acht Erstligaspielen kehrte er im Januar 2023 nach Frankreich zurück. Bis Saisonende 2022/23 wurde er vom Zweitligisten Olympique Nîmes unter Vertrag genommen. Für den Verein aus Nîmes bestritt er in der Rückrunde 14 Ligaspiele. Nach kurzer Vereinslosigkeit verpflichtete ihn der indische Erstligist Jamshedpur FC im Oktober 2023. Bis Ende Januar 2024 stand er fünfmal für den Verein aus Jamshedpur auf dem Spielfeld. Von März 2024 bis Mitte Juli 2024 war er vertrags- und vereinslos. Mitte Juli 2024 zog es ihn nach Thailand, wo er einen Vertrag beim Erstligisten Khon Kaen United FC unterschrieb. Für den Verein aus Khon Kaen bestritt er acht Ligaspiele. Nach der Hinrunde wurde sein Vertrag im Dezember 2024 nicht verlängert.

### Nationalmannschaft
Steve Ambri spielte 2018 viermal für die französische U20-Nationalmannschaft. 2021 gab er sein Debüt in der Nationalmannschaft von Guinea-Bissau. Sein erstes Spiel bestritt er am 12. November 2021 in einem WM-Qualifikationsspiel gegen Guinea. Bei dem 0:0-Unentschieden stand er in der Startelf und wurde in der 77. Minute gegen Mauro Rodrigues ausgewechselt.